# Chris Harris (wrestler)
Christopher Eric Harris (Fort Wright, 25 dicembre 1973) è un wrestler statunitense.
In passato ha dato vita assieme a James Storm al tag team degli America's Most Wanted nella Total Nonstop Action Wrestling, federazione nella quale ha lottato tra il 2002 ed il gennaio 2008. Nello stesso mese è stato assunto dalla WWE per il roster ECW con il ring name Braden Walker, ma è stato svincolato dalla federazione il 7 agosto, dopo aver lottato due match negli show televisivi.

## Titoli e riconoscimenti
Frontier Elite Wrestling
- FEW Tag Team Championship (1 - con James Storm)

Interstate Championship Wrestling
- ICW Heavyweight Championship (1)

Mountain Wrestling Association
- MWA Heavyweight Championship (2)
- MWA Tag Team Championship (1 - con Rated X)

NWA Music City Wrestling
- NWA North American Heavyweight Championship (1)

NWA Shockwave
- NWA Cyberspace Heavyweight Championship (1)

Northern Wrestling Federation
- NWF Heavyweight Championship (2)
- NWF Tag Team Championship (1 - con Sean Casey)
- NWF Tri-State Championship (1)

Superstar Wrestling Federation
- SWF Heavyweight Championship (1)

Total Nonstop Action Wrestling
- NWA World Tag Team Championship (7 - 6 con James Storm - 1 con Elix Skipper)

USA Championship Wrestling
- USA North American Heavyweight Championship (1)

Pro Wrestling Illustrated
- Tag Team of the Year (2004) - con James Storm

## Personaggio

### Mosse finali
- Catatonic (Swinging Side Slam) - dal 2004
- Spear (2004 - Presente)